# 32e division blindée (Inde)
Pour les articles homonymes, voir 32e division.
La 32e division blindée indienne est une division blindée de l'armée indienne britannique pendant la Seconde Guerre mondiale. Elle fut formée en avril 1941 sous le nom de 2e division blindée et rebaptisée 32e en décembre. Elle ne vit jamais le combat et fut démantelée pour former la 44e division blindée en février 1943.

## Formation

### 254ebrigade de chars
- 7e cavalerie légère
- 25e Dragoons
- 46e cavalerie

### 255ebrigade de chars
- 26th Hussars (en)
- 45e cavalerie
- 4 / 4th Bombay Grenadiers
- 158e régiment, RAC
- 159e régiment, RAC
- 5th King Edward's Own Probyn's Horse (en)
- 9e Royal Deccan Horse
- 116e régiment, RAC
- 19th King George's Own Lancers (en)[2]

### 73ebrigade d'infanterie indienne
La brigade fut formée en juillet 1942, à Pune en Inde. La brigade était censée être la composante de la brigade d'infanterie de la 32e division blindée indienne, mais elle fut dissoute en avril 1943, lorsque la division blindée fut dissoute.
- 14 / 15e régiment Pendjab
- 15 / 7e régiment Rajput
- 15 / 10e régiment Baluch[4]

### Troupes divisionnaires
- 7e régiment antichar, Royal Indian Artillery
- 123e régiment de campagne, Royal Artillery
- 33e escadron de campagne, Indian Army Corps of Engineers (en) (IE)
- 36e escadron de campagne, IE
- 40e escadron Field Park, IE[5]